# Ligne de Thorigné à Courtalain - Saint-Pellerin
La ligne de Thorigné à Courtalain - Saint-Pellerin est une ancienne ligne ferroviaire française à écartement standard et à voie unique. Elle reliait la gare de Courtalain - Saint-Pellerin, située sur la ligne de Chartres à Bordeaux-Saint-Jean, à celle de Thorigné-sur-Dué, où la ligne rejoignait celle de Mamers à Saint-Calais.
Déclassée et déferrée dans sa totalité, elle constituait la ligne n° 506 000 du réseau ferré national.

## Histoire
La loi du 17 juillet 1879 (dite plan Freycinet) portant classement de 181 lignes de chemin de fer dans le réseau des chemins de fer d’intérêt général retient en n° 53, une ligne de « Connerré à Courtalain ».
Cette ligne a été déclarée d'utilité publique à titre de ligne d'intérêt général par la loi du 4 avril 1881. Elle n'a jamais été concédée mais gérée par l'Administration des chemins de fer de l'État.
La ligne a été ouverte en deux étapes :
- de Thorigné à Montmirail - Melleray, le 2 janvier 1898[3],
- de Montmirail - Melleray à Courtalain - Saint-Pellerin, le 12 juillet 1900[4].

La fermeture intervient :
- pour le service voyageurs :
  - le service régulier après la Seconde Guerre Mondiale,
  - à tout trafic en 1965[réf. nécessaire],
- pour tout trafic marchandises le 31 décembre 1977.

### Dates de déclassement
- de Montmirail - Melleray à Courtalain - Saint-Pellerin (PK 22,800 à 49,410) le 13 février 1964[5].
- de Thorigné à  Montmirail - Melleray (PK 0,253 à 22,800) le 17 septembre 1980[6].

Bien qu'ayant été une ligne créée et exploitée par le réseau de l'Etat puis la SNCF, l'exploitation de la section de Thorigné à Montmirail - Melleray était assurée par la Régie départementale de Mamers à Saint-Calais.

## Aujourd'hui
La ligne, bien que déposée, reste encore visible en de nombreux endroits dans le paysage. La branche Ouest "Bretagne" de la LGV Atlantique a été en partie établie sur son ancien tracé, notamment entre Le Plessis-Dorin et La Fontenelle.